# Гармала чернушкообразная
Гармала чернушкообразная (лат. Peganum nigellastrum) — вид цветковых растений рода Гармала (Peganum) семейства Селитрянковые (Nitrariaceae).

## Распространение и экология
В природе ареал вида охватывает Восточную Сибирь (Даурия), Монголию и Китай (провинция Внутренняя Монголия).
Произрастает в долинах рек на песчаных и щебнистых наносах, иногда на солонцах; на скалистых склонах в нижнем поясе гор.

## Ботаническое описание
Стебли высотой 10—25 см, многочисленные, мало ветвистые, извилистые, обильно покрытые короткими щетинками. Корень прямой, стержневой, многоглавый.
Прилистники ланцетные, у нижних листьев едва приметные. Листья многочисленные, округлые, длиной 1,2—1,8 см, рассечённые на три—пять линейных, прямых, заострённых долей, в свою очередь рассечённых на линейные, заострённые дольки.
Цветки довольно крупные, одиночные, расположены на концах ветвей. Доли чашечки в очертании ланцетные, длиной около 1,5 см, надрезанные на 5—7 линейных долей. Лепестки белые, длиной 12—15 мм, обратно-ланцетные, вверху закруглённые, в верхней трети шириной около 7 мм.
Плод — сидячая, шаровидная, сверху приплюснутая коробочка. Семена многочисленные, неправильно веретеновидные, изогнутые, гранистые, тёмно-бурые, мелко бугорчатые, длиной до 3 мм.
Цветение в мае. Плодоношение в августе.